# العلاقات السويسرية السيشلية
العلاقات السويسرية السيشلية هي العلاقات الثنائية التي تجمع بين سويسرا وسيشل.

## مقارنة بين البلدين
هذه مقارنة عامة ومرجعية للدولتين:
| وجه المقارنة                                              | سويسرا                                                                                      | سيشل                                                |
| --------------------------------------------------------- | ------------------------------------------------------------------------------------------- | --------------------------------------------------- |
| المساحة (كم2)                                             | 41.28 ألف                                                                                   | 459                                                 |
| عدد السكان (نسمة)                                         | 8.21 مليون                                                                                  | 95.84 ألف                                           |
| الكثافة السكانية (ن./كم²)                                 | 198.89                                                                                      | 20.88 ألف                                           |
| العاصمة                                                   | برن                                                                                         | فيكتوريا                                            |
| اللغة الرسمية                                             | اللغة الألمانية، اللغة الإيطالية، لغة فرنسية، اللغة الرومانشية، الألمانية السويسرية الموحدة | لغة فرنسية، لغة إنجليزية، اللغة الكريولية السيشيلية |
| العملة                                                    | فرنك سويسري                                                                                 | روبية سيشلية                                        |
| الناتج المحلي الإجمالي (بليون دولار)                      | 678.89 مليار                                                                                | 1.49 مليار                                          |
| الناتج المحلي الإجمالي (تعادل القوة الشرائية) بليون دولار | 518.07 مليار                                                                                | 2.54 مليار                                          |
| الناتج المحلي الإجمالي الاسمي للفرد دولار أمريكي          | 80.94 ألف                                                                                   | 15.48 ألف                                           |
| الناتج المحلي الإجمالي للفرد دولار أمريكي                 | 59.54 ألف                                                                                   | 26.42 ألف                                           |
| مؤشر التنمية البشرية                                      | 0.930                                                                                       | 0.772                                               |
| رمز المكالمات الدولي                                      | +41                                                                                         | +248                                                |
| رمز الإنترنت                                              | .ch، .swiss ‏                                                                                | .sc                                                 |
| المنطقة الزمنية                                           | توقيت وسط أوروبا، ت ع م+01:00، ت ع م+02:00، أوروبا/زيورخ ‏                                   | ت ع م+04:00                                         |

## منظمات دولية مشتركة
يشترك البلدان في عضوية مجموعة من المنظمات الدولية، منها:
| علم المنظمة | اسم المنظمة                               | تاريخ انضمام سويسرا | تاريخ انضمام سيشل |
| ----------- | ----------------------------------------- | ------------------- | ----------------- |
|             | مؤسسة التمويل الدولية                     | 29 مايو 1992        | 11 يونيو 1981     |
|             | منظمة حظر الأسلحة الكيميائية              | ?                   | 29 أبريل 1997     |
|             | يونسكو                                    | 28 يناير 1949       | 18 أكتوبر 1976    |
|             | البنك الإفريقي للتنمية                    | ?                   | ?                 |
|             | الأمم المتحدة                             | 10 سبتمبر 2002      | 21 سبتمبر 1976    |
|             | الاتحاد الدولي للاتصالات                  | 1866                | 17 سبتمبر 1999    |
|             | منظمة الشرطة الجنائية الدولية             | ?                   | 1 سبتمبر 1977     |
|             | البنك الدولي للإنشاء والتعمير             | 29 مايو 1992        | 29 سبتمبر 1980    |
|             | الاتحاد البريدي العالمي                   | ?                   | ?                 |
|             | الفريق المعني برصد الأرض                  | ?                   | ?                 |
|             | المركز الدولي لتسوية المنازعات الاستشارية | 14 يونيو 1968       | 19 أبريل 1978     |
|             | وكالة ضمان الاستثمار متعدد الأطراف        | 12 أبريل 1988       | 15 سبتمبر 1992    |

## وصلات خارجية
- موقع وزارة الخارجية السويسرية